# Мозоловская
Мозоловская — деревня в Устьянском районе Архангельской области.

## География
Находится в южной части Архангельской области на расстоянии приблизительно 21 км на юг-юго-запад по прямой от административного центра района поселка Октябрьский.

## История
В 1859 году здесь (деревня Вельского уезда Вологодской губернии) было учтено 5 дворов. До 2022 года была в составе Ростовско-Минского сельского поселения до его упразднения.

## Население
Численность населения: 53 человека (1859 год), 19 (русские 95 %) в 2002 году, 24 в 2010.